# マルティン・シュミット (サッカー指導者)
マルティン・シュミット（Martin Schmidt、1967年4月12日 - ）は、スイス出身のサッカー指導者。長年に渡りドイツ・ブンデスリーガの1.FSVマインツ05で指導したことでドイツで知られるようになった。
欧州最高位指導者ライセンスのUEFAプロライセンスを保持。ドイツ屈指の"Mainzer Trainerschmiede"("1.FSVマインツ05監督養成所")の代表格の一人で、ユルゲン・クロップやトーマス・トゥヘルら多くの若手監督を抜擢したことで知られるクリスティアン・ハイデルSDによりブンデスリーガの監督に引き上げられた。

## 監督経歴
34歳で地元アマチュアクラブ、FCラロンのコーチに就任、2003-04シーズンからは同クラブの監督として5シーズンに渡りチームを率いる。2008年7月に スイス・スーパーリーグ1部に属するFCトゥーンのU21チームの監督に就任。
2009年、ドイツ・シュトゥットガルト郊外で開催されたU20の国際大会でトーマス・トゥヘル監督率いるドイツU19-ブンデスリーガ王者の1.FSVマインツ05を決勝戦で撃破し優勝。「戦術面でドイツ王者のトーマス・トゥヘル監督を上回った」と報道されたこの大会を通してトーマス・トゥヘルはマルティン・シュミットのチームが展開するサッカーに魅了され、トゥヘル自らが同クラブのドイツ・ブンデスリーガ1部に属するトップチームの監督になった際にクリスティアン・ハイデルSDにマルティン・シュミットの獲得を推薦。
2010年7月1日に1.FSVマインツ05のU-23チームの監督に就任。例年に渡って残留争いをしていたほぼ若手選手のみのチームを鍛え上げ2013-14シーズンには初の快挙となるドイツ・ブンデスリーガ3部への昇格を果たした。またU-23監督を務めながら同時にトップチームのトーマス・トゥヘル監督と連携してブンデスリーガでの対戦相手の分析もサポートした。
2015年2月17日、ドイツ・ブンデスリーガ1部に属する1.FSVマインツ05 トップチームの監督に就任。リュシアン・ファーヴルらに続いてドイツ・ブンデスリーガ1部の歴史上7人目となるスイス国籍の監督となった。
1.FSVマインツ05のクラブの伝統でありながらカスパー・ヒュルマンド前監督の下で失われた強度の高いプレッシングサッカーを復活させ、2年目のシーズンとなった2015-16シーズンにはUEFAヨーロッパリーグ本大会への出場権を勝ち取るなどクラブの歴史に残る好結果を残す。2016-17シーズン終了後、契約満了で計7年間所属したクラブを退団した。
歴史上2番目に高い1.FSVマインツ05のブンデスリーガ1部における平均勝ち点を記録した（1位はトーマス・トゥヘル、3位はユルゲン・クロップ）。
2017年9月18日、ドイツ・ブンデスリーガ1部のVfLヴォルフスブルクの監督に就任。2019年4月9日にはマヌエル・バウム監督の後任としてFCアウクスブルクの監督に就任。降格危機にあったチームを引き継いだもののアイントラハト・フランクフルトやVfBシュトゥットガルト相手に連勝しブンデスリーガ残留を果たした。2シーズン目になった2019-20シーズン後期、バイエル・レバークーゼン、ボルシア・メンヒェングラートバッハ、FCバイエルン・ミュンヘンとリーグの強豪相手に連敗した後FCアウクスブルクの監督を解任された。
2020年12月、1.FSVマインツ05のスポーツディレクターに就任した。
2024年7月30日、マインツのスポーツディレクターを退任。その後もスポーツコンサルタントとして勤務を続けていたが、2025年7月2日にコンサルタントも辞して合計12年務めたクラブを去った。
日本や韓国の選手と縁があり、1.FSVマインツ05では日本A代表の岡崎慎司や武藤嘉紀、韓国A代表の具滋哲（ク・ジャチョル）や朴柱昊（パク・チュホ）を、そしてFCアウクスブルクでは韓国A代表の池東沅や具滋哲（ク・ジャチョル）、韓国元U19代表のセオン・ホーン・チョンらを指導している。特に武藤嘉紀のJリーグ・FC東京から1.FSVマインツ05への移籍を強く希望した監督であり、初の欧州挑戦となった武藤はシュミット監督の下で42試合の公式戦に出場、13得点6アシストを記録した。

## 戦術の特徴
- ラルフ・ラングニックやユルゲン・クロップ、トーマス・トゥヘルの影響を受けており、4-4-2もしくは4-2-3-1を土台にアグレッシブで切り替えの早い組織的なプレッシングサッカーを信条とする[19][20]。
- 相手の陣地へ押込むハイプレス、ハイライン、ゲーゲンプレス等で攻撃的かつ能動的な守備を実践し、ボール奪取後は縦志向の強い攻撃と短時間でシュートにまで持ち込む攻守に切れ目のないサッカーを志向する[19][20]。
- 勝利への強い意志とチーム戦術を実行する上での積極的かつ情熱的なプレーを強く求める[21]。

## 人物
- 第9代国際サッカー連盟(FIFA)会長のジャンニ・インファンティーノとは幼馴染みである（共にスイス・ヴァレー州の基礎自治体ブリーク出身）[22]。
- トーマス・トゥヘルとは2009年に対戦した時から親交が続いており、シュミットが欧州最高位指導者ライセンスのUEFAプロライセンスを取得した際はトゥヘルがメンターであった。その後トゥヘルの下でヘッドコーチになるオファーを受けるが、監督としてのキャリアを優先しこのオファーを断っている[23]。
- ブンデスリーガの監督としては珍しくサッカー指導者以外の職業経験も豊富。自動車整備士としての資格を保有するシュミットはプロのサッカー監督になる前はポルシェの修理工場を保有し、10年間に渡ってドイツツーリングカー選手権や世界ツーリングカーカップにおけるレーシングチーム担当の技術者として活動。またスイスには2006年にシュミットが設立した制服卸売の会社も存在している（現在は親族が受け継いでいる）[24]。これらのサッカー業界以外での様々な経験は「プロのサッカー監督として活動する上でとても役に立っている、特に人材マネジメントとチームビルディングにおいて多くのことを学べた」と語っている[25]。
- マルコ・ローゼは教え子である。シュミットは選手として引退間近であったローゼを選手兼アシスタントコーチに任命、これがローゼの指導者としてのキャリアの始まりであった。
- ドイツ語、英語、フランス語に堪能。イタリア語も日常会話レベルで話せる。
- 大抵のブンデスリーガの監督は人気が少ない郊外に住居を構えるが、対照的にシュミットは「ファン・サポーターと同じ空気を吸いたい」と街の中心地で暮らすのを好む。マインツでも中心地にあたる旧市街に住み、ファン・サポーターにとって毎日の生活の中で交流しやすい監督として知られた[26]。
- 「ブンデスリーガの監督になったからと言ってこれまでの暮らしを変えようとはしないよ。今まで通り街中を散歩もするし、同じ飲食店にも寄るし、テラスでコーヒーも飲むし、天気が良ければ自転車でクラブハウスに行くさ。たしかにブンデスリーガの監督は信じられないほどの地位が与えられる。特権もね。だからこそ本当の自分を失ってはならない。いくらブンデスリーガの監督だからと言ってそこまで重要人物の様に振舞う必要もない。VIPから急に一般人に戻ることもよくあるしね」（ドイツを代表する全国紙「ディー・ツァイト」(Die Zeit)がシュミットを「ドイツ・ブンデスリーガで最も庶民的な監督」と紹介したことについて）[27]。
- 2020年9月以降、スポーツ専門チャンネルのドイツ版Sky Sports(スカイスポーツ)でドイツ・ブンデスリーガ1部の試合の戦術解説も行っている[28]。

## 監督成績
2020年3月9日現在
| クラブ              | 就任          | 退任          | 記録 | 記録 | 記録 | 記録 | 記録   |
| クラブ              | 就任          | 退任          | 試   | 勝   | 分   | 敗   | 勝率   |
| ------------------- | ------------- | ------------- | ---- | ---- | ---- | ---- | ------ |
| マインツ05 U23      | 2010年7月1日  | 2015年2月16日 | 166  | 63   | 39   | 64   | 037.95 |
| マインツ05          | 2015年2月17日 | 2016年5月22日 | 91   | 33   | 21   | 37   | 036.26 |
| VfLヴォルフスブルク | 2017年9月18日 | 2018年2月19日 | 22   | 5    | 11   | 6    | 022.73 |
| FCアウクスブルク    | 2019年4月9日  | 2020年3月9日  | 32   | 9    | 7    | 16   | 028.13 |
| 合計                | 合計          | 合計          | 311  | 110  | 78   | 123  | 035.37 |